# アンドレ・キム

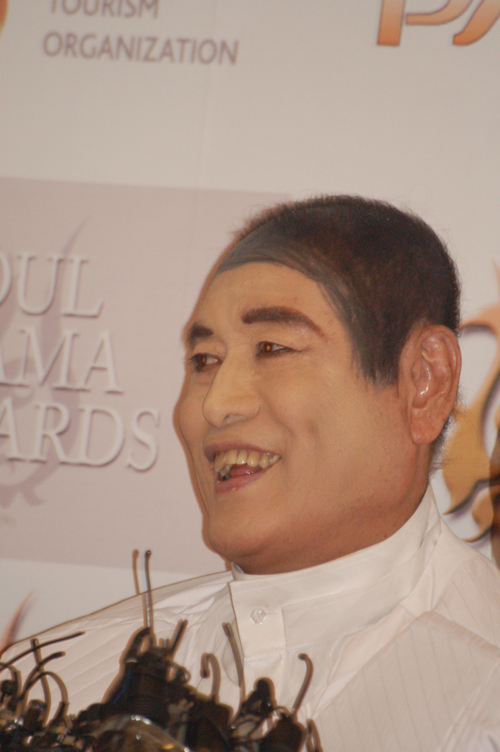
2007年8月のアンドレ・キム

アンドレ・キム（英語：André Kim、ハングル：앙드레 김、1935年8月24日 - 2010年8月12日）は、大韓民国のファッションデザイナーである。韓国を代表するファッションデザイナーの1人である。本名は金鳳男（キム・ボンナム）。

## 経歴
1935年8月24日、日本統治時代の朝鮮（韓国）京畿道に農家の息子として生まれた。幼い頃から服飾に関心を示し、日英高等学校を卒業後、1961年韓国の国際服装学院に登録し、ファッションデザイナーとしての活動を開始した。1962年、小公洞『サロンアンドレ 』を開き、韓国初の男性ファッションデザイナーになった。
1966年には、韓国人として初めてパリで海外ファッションショーを開き、世界での知名度を上げた。韓国の伝統衣装である韓服をモチーフにした、原色を多用したデザインは、世界的にも注目を浴びた。
1960年代 映画俳優オムエンランなどの服を作って知られるようになった。1980年にミスユニバース大会のジュディジャイノに選ばれ、1988年ソウルオリンピックでは、韓国代表チームのユニフォームをデザインした。
2006年にはソウルで『文化財の返還資金を調達するためのファッションショー』を開いて、海外流出文化財の返還への関心を示した。
70歳を超えても精力的に活動し、後進の育成にも力を注いでいたが、2008年から大腸癌を患っており、さらに2010年7月末から肺炎を併発、2010年8月12日に、肺炎が悪化し死去した。75歳没。彼の死に 李明博大統領は2010年8月13日、金冠文化勲章を追叙した。キムの宗教であった仏教式の葬儀を行った後、遺体は、天安公園霊園に埋葬された。

## 人物
アンドレという芸名と、それに合う喋り方や立ち居振る舞いとは裏腹に、本名の方は韓国人の目から見て多少庶民的な印象を与えるため、この名前の伝える印象の乖離からよく冗談やギャグの対象になることがある。しかし、これが彼の大衆的な人気を高める要因の一つでもある。この本名は、1999年、当時の韓国の法務長官夫人に対する賄賂収受を巡る国会聴聞会の席に証人として出席して明かしたことで注目を集めるようになった。
白い服を着る理由に「川端康成先生の 『雪国』 を読み感動を受けたからだ。」と語った。「白は純粋さ…全身的な世界の純粋さだ。また、汚染されていない綺麗な心を精神的な世界へ導いてくれる。白色が、それを一番多く感じられる。精神的な安定を与える。」と語った。また化粧についても「私は、顔に欠点が多い。欠点をカバーする為、軽く（化粧）している。」と説明した。

## 受賞歴
- 2010年 金冠文化勲章
- 2009年 アジアモデルフェスティバルアワード国際文化交流功労賞
- 2008年 保管文化勲章
- 2007年 第7回誇らしい韓国人対象のファッションデザイン部門
- 2005年 第1回韓国ファッション学回想
- 2000年 フランス政府の芸術文学勲章
- 1997年 花冠文化勲章